# スランドゥイル

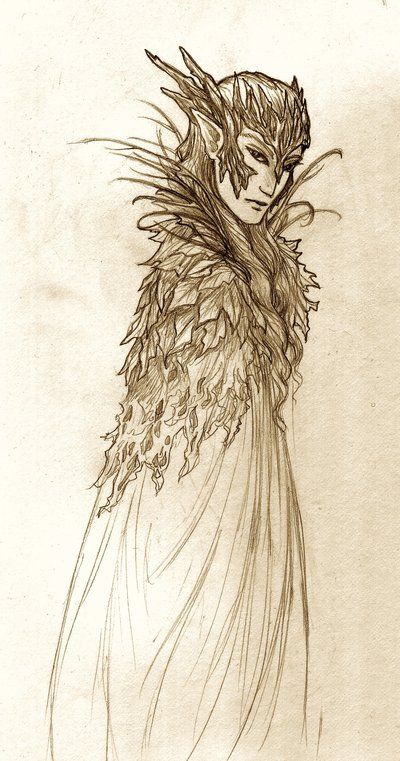
スランドゥイルのファンアート

スランドゥイル（Thranduil）はJ・R・R・トールキンの中つ国を舞台とした小説、『ホビットの冒険』の登場人物。闇の森のエルフ王である。『ホビットの冒険』の作中では単に「エルフ王」と呼ばれたが、『指輪物語』でも言及があり、名前が明らかになった。父はオロフェア。息子に指輪の仲間のひとりレゴラスがいる。

## 概要
闇の森に住むシルヴァン・エルフを率いるが彼自身はシンダールである。エルフは超然とした存在として描かれるが、スランドゥイルは財宝や酒を好む、善良であるがややだらしない支配者として描かれる。

## 実写映画
映画版においては、キーリの死を悲しむタウリエルに真の愛を説く場面がある。その直後にも、闇の森を離れる決意をしたレゴラスに亡き母の事を言及する場面があり、僅かではあるが、愛情深い面を窺わせる表現がなされている。